# Руси долазе
„Руси долазе!" (рус. «Русские идут!»; у потпуној форми на енгл. The Russians are coming. The Russians are coming. They’re right around. I’ve seen Russian soldiers! Руси долазе. Они су у близини. Видео сам руске војнике!)  је израз из времена Хладног рата, који симболизује војну претњу НАТО државама од СССР.
Израз је коришћен у време макартизма („лова на вештице”) како да би се подстакло јавно расположење против комуниста и социјалиста, тако и у супротну сврху, иронично над макартистима, који су преувеличавали опасност од комунистичке претње.
Дна 22. маја 1949. Џејмс Форестал, први (у то време бивши) амерички министар одбране, док је био у психијатријској болници, извршио је самоубиство скочивши кроз прозор. Током болести, према уобичајеној причи, био је у делиријуму, понављајући речи Руси долазе.
Наслов америчке сатиричне филмске комедије Нормана Џуисона Руси долазе! Руси долазе! (1966).
Слоган „Руси долазе!” у наше време у сопственом смислу користе неке руске патриотске организације.
„Руси долазе” назив је серије од четири књиге руског писца Јурија Никитина, која описује Русију која почиње да прелази на ислам и уједињује се са исламским светом у борби против Сједињених Америчких Држава.
Године 2004, на изборима за Европски парламент, слоган „Руси долазе!” користила је летонска партија ЗаПчХеЛ, која брани тезу о равноправности руског говорног становништва у Летонији.
Године 2014. видео под називом „Руси долазе” постао је веома популаран у западном сегменту Јутјуба, који приказује пребацивање војних хеликоптера и особља Оружаних снага Русије на Крим.